# Großtissen
Großtissen ist ein Ortsteil der Stadt Bad Saulgau im Landkreis Sigmaringen in Baden-Württemberg.

## Geographie

### Geographische Lage
Großtissen liegt in Oberschwaben zwischen Donau und Bodensee am Nonnenbach in der Nähe des Donauzuflusses Schwarzach. Großtissen umfasst zusammen mit Kleintissen und Nonnenweiler eine Fläche von 669 Hektar und liegt nördlich der Stadt Bad Saulgau.

### Nachbarorte
- Nonnenweiler, Kanzach
- Dürnau im Gemeindeverwaltungsverband Bad Buchau, Bad Buchau
- Bruckhof, Ottobeurer Hof, Figels
- Allmannsweiler, Reichenbach, Bad Schussenried (alle Landkreis Biberach)
- Untereggatsweiler, Obereggatsweiler, Braunenweiler, Bierstetten
- Kammerhof, Schwemme, Renhardsweiler, Oberatzenberg, Steinbronnen
- Engenweiler, Badhaus, Rieden, Lampertsweiler, Bondorf, Bernhausen
- Bad Saulgau, Haid, Bogenweiler, Sießen, Wagenhausen, Wolfartsweiler
- Moosheim, Friedberg, Riedsäge, Fulgenstadt, Eichen, Günzkofen
- Hohentengen, Beizkofen, Ölkofen, Hagelsburg
- Schwarzach, Mengen
- Stettberg, Mieterkingen, Herbertingen in der vereinbarten Verwaltungsgemeinschaft der Stadt Bad Saulgau
- Marbach, Hundersingen, Talhof
- Ertingen, Riedlingen in vereinbarter Verwaltungsgemeinschaft der Stadt Riedlingen

### Gliederung
Zu Großtissen gehören das Dorf Großtissen und der Weiler Kleintissen.

## Geschichte
Bereits in der Merowingerzeit war die Gemarkung Großtissen Siedlungsraum. Zeugnis dieser Zeit ist ein entdecktes Reihengräberfeld.
Das Dorf an der Straße von Saulgau nach Kanzach gehörte zur Grafschaft Friedberg. Zusammen mit Kleintissen und Nonnenweiler bildete es ein eigenes Vogteiamt, das 1282 an König Rudolf von Habsburg verkauft wurde. Von da an teilte die Vogtei den Wechsel der Herrschaft infolge mehrerer Verpfändungen. Der Grundeigentum gehörte jedoch schon seit 1096 dem Kloster St. Georg in Isny, welches im selben Jahr von Graf Mangold von Altshausen gegründet worden war.
Lange Zeit blieben die Grafen von Montfort im pfandschaftlichen Besitze der Grafschaft Friedberg, bis die gesamte Grafschaft Friedberg endlich nach mancherlei Wechsel der Verpfändungen im Jahr 1452 von Herzog Sigmund von Österreich an den Erbtruchsess Eberhard Graf von Sonnenberg (Haus Waldburg) samt Scheer und der Vogtei über die Dörfer Tissen und Dürmentingen, „die desselben Eberharten aigen sind, und die Vogtey zu unserm Schloß zum Bussen gehört“, für 32.000 Gulden verkauft wurde.
1588 wurde es samt dem Amte Tissen von dem Truchsess Karl von Waldburg-Scheer an den letzten Grafen Wilhelm von Zimmern verpfändet; nach dessen Absterben kam die Pfandschaft auf Bertold von Königsegg, der eine Schwester Wilhelms zur Ehefrau hatte. Da das Truchsessische Haus damit umging, die Pfandschaft wieder einzulösen und sie dem Kloster Schussenried zu überlassen, entstanden langwierige Streitigkeiten zwischen den beiden Häusern Truchsess-Scheer und Königsegg, welche endlich im Jahr 1746 dahin verglichen wurden, dass das Amt Bierstetten dem letzteren eigentümlich überlassen, dagegen das Amt Tissen, nämlich Groß- und Kleintissen nebst Nonnenweiler, wieder zur Grafschaft Friedberg zurückgegeben und von Königsegg überdies, neben Überlassung des Pfandschillings von 8300 Gulden, an den Truchsess die Summe von 25.000 Gulden bezahlt wurde.
1786 ging Tissen mit dem Kauf der Grafschaft Friedberg-Scheer an Thurn und Taxis über, welches dann 1806 an Württemberg fiel. Bei der Säkularisation wurde das Kloster Isny 1803 aufgehoben. Grundbesitzer in Tissen wurde danach Graf Otto Wilhelm von Quadt-Wykradt bis zur Allodifikation, der Umwandlung der Lehensgüter in bürgerliches Eigentum, der Lehensgüter Mitte des 19. Jahrhunderts.
Großtissen gehörte ab 1807 zum württembergischen Oberamt Riedlingen, das 1934 in Kreis Riedlingen umbenannt wurde und 1938 großteils im Landkreis Saulgau aufging. Als dieser im Zuge der Kreisreform am 1. Januar 1973 aufgelöst wurde, kam Großtissen zum Landkreis Sigmaringen. In Kleintissen wurden seit 1963 Baugebiete erschlossen.
Am 1. Januar 1975 wurde die zuvor selbständige Gemeinde Großtissen in die Stadt Saulgau eingemeindet.

## Politik

### Ortschaftsrat
Seit der Kommunalwahl am 25. Mai 2014 besteht der Ortschaftsrat Großtissen aus sieben Mitgliedern.

### Wappen
Das Wappen von Großtissen zeigt zwei in Silber überkreuzte Pfeile mit einer silbernen Glocke auf rotem Hintergrund.

## Kultur und Sehenswürdigkeiten

### Bauwerke
- Mit der St. Sebastian-Kapelle (spätgotisch) aus dem 14. Jahrhundert in Großtissen und der St. Antonius-Kapelle in Kleintissen, die 1970 neu errichtet wurde, hat der Stadtteil zwei kleinere Gotteshäuser vorzuweisen. Die Gesamtgemeinde ist kirchliche Filiale von Moosheim. In der Westwand der Kapelle befindet sich ein Kleindenkmal.[4]
- Gutshof Großtissen: Das Hofgut der Gutsverwaltung Großtissen sowie der dazugehörige Park stehen unter Denkmalschutz.

### Naturdenkmäler
- Mösle

### Regelmäßige Veranstaltungen
Jährliche Veranstaltungen in Großtissen und Kleintissen sind das St. Antoniusfest und das Hl. Sebastianfest zu Ehren der Kapellen in den Ortsteilen.
Am Gombiga Donnerstig (Weiberfastnacht) findet jedes Jahr das traditionelle „Sauschwanzessen“ statt.

### Vereine

#### Schützenverein
1965 wurde der Verein mit 16 Mitgliedern gegründet. Er ist seit 1967 Mitglied des württembergischen Schützenbundes. Bis 1985 betrieb der Verein einen Blumenschießstand, später einen Schießwagen. Der Verein hat bei Pflanzaktionen mitgewirkt. In der Kiesgrube Kleintissen errichtete er ein Schützenkreuz – später dazu eine Mariengrotte – bei dem Maiandachten gehalten werden. Der Verein hat etwa 30 Mitglieder.

#### Kyffhäuserkameradschaft
Die Kyffhäuserkameradschaft geht auf den gewonnenen Krieg gegen Frankreich Ende des 19. Jahrhunderts zurück. Es wurde vielerorts ein Verein altgedienter Krieger ins Leben gerufen, so 1881 in Moosheim. Der Name Kyffhäuser hängt mit einem Denkmal auf der einstigen Reichsburg Kyffhausen zusammen. Unter Hitler wurde der Kyffhäuserbund aufgelöst. 1953 wurde die Kameradschaft in Moosheim neu gegründet.

#### Musikverein Moosheim Tissen e.V.
Der Verein wurde 1908 gegründet und hat 61 aktive und 147 passive Mitglieder, wobei die Jugendarbeit gefördert wird.

#### Liederkranz Tissen-Moosheim e.V.
Der Liederkranz Tissen-Moosheim e. V. wurde 1925 gegründet. Der Verein hat 20 aktive Sänger sowie 80 passive Mitglieder. Der Verein nennt sich heute „Singende Männer“.

#### Blutreitergruppe
Die Blutreitergruppe Moosheim-Tissen existiert seit 1956, damals noch unter der Obhut der Saulgauer Reiter. Ein Jahr später schuf man sich eine eigene Standarte an. 1958 war dann das Gründungsjahr für eine eigenständige Blutreitergruppe Moosheim-Tissen. Die Gruppe hat 22 aktive und passive Mitglieder.

## Wirtschaft und Infrastruktur
Auch heute ist der Stadtteil landwirtschaftlich geprägt. 1966–1976 machte der Wasser- und Bodenverband die Flächen rund um Groß- und Kleintissen durch Entwässerungsmaßnahmen urbar. Es konnten sich Vollerwerbsbetriebe etablieren, die auf fruchtbarem Boden wirtschaften. Bis in die heutige Zeit existieren deshalb und aufgrund des nahezu abgeschlossenen Flurbereinigungsverfahrens in Tissen und Moosheim verhältnismäßig viele Vollerwerbsbetriebe.
Die Stadt konnte in den letzten Jahren im Rahmen der Flurbereinigung sowie der Biotopvernetzungs- und Gewässerentwicklungsplanung zusammen mit der Landwirtschaft mehr als 30 Hektar Fläche in der freien Landschaft um Tissen ökologisch umgestalten. Heute kann Tissen auf geschützte Biotopanlagen verweisen, die letztendlich auch der Stadt Bad Saulgau 1997 zum Landesumweltpreis verholfen haben. Die Landesschau des Südwestfernsehens sendete über die Biotopanlage am Äuquellenbach einen Filmbericht. Der Erholungswert des Stadtteils ist in den letzten Jahren gestiegen.
Tissen besitzt einen eigenen Gastronomiebetrieb, vier weitere Gewerbebetriebe, einen Handwerksbetrieb, sechs landwirtschaftliche Haupterwerbs- und sechs Nebenerwerbsbetriebe. Das Vereinsleben sowie die Kirchengemeinde bilden eine Gemeinschaft mit Moosheim.

### Verkehr
Großtissen und Kleintissen liegen an den Kreisstraßen K 8276 und K 8259. Der öffentliche Nahverkehr wird durch den Verkehrsverbund Neckar-Alb-Donau (NALDO) gewährleistet.

### Bildung
- 1977 wurde in Großtissen für die Kinder aus den Ortsteilen Moosheim, Nonnenweiler und Tissen ein Kindergarten gebaut, in dem auch die Ortsverwaltung untergebracht ist.